# 門脇英基
門脇 英基（かどわき ひでき、1976年3月28日 - ）は、日本の男性総合格闘家。千葉県市原市出身。TTM URUSHI DOJO所属。第7代修斗世界フェザー級王者。

## 来歴
2000年9月10日、全日本アマチュア修斗選手権ウェルター級（-70kg）に出場。決勝で杉江大輔に敗れ、準優勝となった。
2000年11月12日、修斗でプロ総合格闘技デビュー。
2001年9月2日、修斗で山本"KID"徳郁と対戦。タックルで倒されパウンドでKO負け。顔面を骨折した。
2002年11月15日、修斗ライト級（-65kg）新人王トーナメント決勝で小松寛司に判定勝ちし、新人王となった。
2004年12月14日、修斗世界ライト級王者アレッシャンドリ・フランカ・ノゲイラとノンタイトル戦で対戦し、フロントスリーパーホールドで一本負け。
2005年7月3日、修斗で日沖発と対戦し、腕ひしぎ十字固めで一本負け。
2007年9月22日、修斗で佐藤ルミナと対戦し、門脇スペシャル（修斗の公式記録はスリーパーホールド）で一本勝ち。
2008年3月28日、修斗世界ライト級タイトルマッチで王者田村彰敏に挑戦し、判定勝ちを収め王座獲得に成功した。
2008年11月29日、修斗世界ライト級タイトルマッチで挑戦者のリオン武と対戦し、判定負けを喫し王座から陥落した。
2009年3月20日、戦極初出場となった「戦極 〜第七陣〜」のフェザー級（-65kg）グランプリ1回戦でナム・ファンと対戦。右フックでダウンしたところにパウンドで追撃されTKO負けを喫した。
2010年1月23日、修斗環太平洋ライト級王座決定戦で土屋大喜と対戦し、判定負けを喫し王座獲得に失敗した。
2010年12月18日、修斗で2009年ライト級新人王＆MVPの矢地祐介と対戦し、3-0の判定勝ち。連敗を4で止めた。
2012年2月18日、DEEP初出場となったDEEP 57 IMPACTのDEEPフェザー級王座決定戦で横田一則と対戦し、0-5の判定負けを喫し王座獲得に失敗した。
2013年11月24日、DEEP CAGE IMPACT 2013でクレベル・コイケと対戦し、チョークスリーパーで一本負け。

## 戦績

### 総合格闘技
| 総合格闘技 戦績 | 総合格闘技 戦績 | 総合格闘技 戦績 | 総合格闘技 戦績 | 総合格闘技 戦績 | 総合格闘技 戦績 | 総合格闘技 戦績 |
| --------------- | --------------- | --------------- | --------------- | --------------- | --------------- | --------------- |
| 36 試合         | (T)KO           | 一本            | 判定            | その他          | 引き分け        | 無効試合        |
| 16 勝           | 0               | 7               | 9               | 0               | 3               | 0               |
| 17 敗           | 5               | 4               | 8               | 0               | 3               | 0               |

| 勝敗 | 対戦相手                             | 試合結果                           | 大会名                                                                                    | 開催年月日     |
| ×    | 稲葉聡                               | 5分2R終了 判定0-2                  | GRANDSLAM 7 - WAY OF THE CAGE -                                                           | 2018年3月25日  |
| ×    | 川那子祐輔                           | 5分3R終了 判定0-3                  | TTF CHALLENGE 07                                                                          | 2017年10月9日  |
| ○    | オーロラ☆ユーキ                      | 5分2R終了 判定3-0                  | DEEP CAGE IMPACT 2016 in KORAKUEN HALL                                                    | 2016年10月18日 |
| ○    | 西野聡                               | 1R 3:18 アームロック               | GRACHAN14×マッハ祭り                                                                      | 2014年7月20日  |
| ×    | クレベル・コイケ                     | 1R 4:21 チョークスリーパー         | DEEP CAGE IMPACT 2013 in TDC HALL                                                         | 2013年11月24日 |
| ×    | 田中半蔵                             | 1R 0:49 KO（左ストレート）         | 修斗 2013年第2戦                                                                          | 2013年3月16日  |
| ×    | 長倉立尚                             | 1R 3:32 TKO（左ストレート）        | DEEP 58 IMPACT                                                                            | 2012年6月15日  |
| ×    | 横田一則                             | 5分3R終了 判定0-5                  | DEEP 57 IMPACT 〜12年目の現実〜 【DEEPフェザー級王座決定戦】                              | 2012年2月18日  |
| △    | 金田一孝介                           | 5分2R終了 判定1-0                  | 修斗 SHOOTO GIG SAITAMA 03 〜斗うことの誇り。〜                                           | 2011年4月10日  |
| ○    | 矢地祐介                             | 5分2R終了 判定3-0                  | 修斗 THE ROOKIE TOURNAMENT 10 FINAL                                                       | 2010年12月18日 |
| ×    | グスタヴォ・ファルシローリ           | 1R 1:53 KO（パンチ）               | Shooto Australia: Superfight Australia 8                                                  | 2010年6月11日  |
| ×    | 土屋大喜                             | 5分3R終了 判定0-3                  | 修斗 The Way of SHOOTO 〜Like a Tiger, Like a Dragon〜 【修斗環太平洋ライト級王座決定戦】 | 2010年1月23日  |
| ×    | ナム・ファン                         | 1R 3:09 TKO（右フック→パウンド）   | 戦極 〜第七陣〜 【フェザー級グランプリ2009 1回戦】                                        | 2009年3月20日  |
| ×    | リオン武                             | 5分3R終了 判定0-3                  | "修斗伝承 04" ROAD TO 20th ANNIVERSARY 【修斗世界ライト級チャンピオンシップ】             | 2008年11月29日 |
| ○    | 田村彰敏                             | 5分3R終了 判定2-0                  | 修斗 BACK TO OUR ROOTS 08 【修斗世界ライト級チャンピオンシップ】                          | 2008年3月28日  |
| ○    | 佐藤ルミナ                           | 1R 4:09 門脇スペシャル             | 修斗 BACK TO OUR ROOTS 05                                                                 | 2007年9月22日  |
| ×    | ウィッキー聡生                       | 5分3R終了 判定1-2                  | 修斗 BACK TO OUR ROOTS 02                                                                 | 2007年3月16日  |
| ○    | 石澤大介                             | 5分2R終了 判定3-0                  | 修斗                                                                                      | 2006年11月30日 |
| ○    | エイドリアン・パン                   | 5分3R終了 判定                     | Warriors Realm 6                                                                          | 2006年6月24日  |
| △    | 志田幹                               | 5分3R終了 判定1-1                  | D.O.G IV                                                                                  | 2005年12月11日 |
| ×    | 日沖発                               | 2R 3:34 腕ひしぎ十字固め           | 修斗 SHOOTO GIG CENTRAL Vol.8                                                             | 2005年7月3日   |
| ○    | 田村彰敏                             | 5分2R終了 判定3-0                  | 修斗                                                                                      | 2005年3月11日  |
| ×    | アレッシャンドリ・フランカ・ノゲイラ | 1R 3:34 フロントスリーパーホールド | 修斗                                                                                      | 2004年12月14日 |
| ×    | 植松直哉                             | 1R 0:45 フロントスリーパーホールド | 修斗 SHOOTO JUNKIE is BACK                                                                | 2004年6月27日  |
| ○    | バオ・クァーチ                       | 3R 4:40 門脇スペシャル             | 修斗                                                                                      | 2003年12月14日 |
| ○    | デニサス・アリフィレーヴァス         | 1R 3:45 腕ひしぎ十字固め           | 修斗                                                                                      | 2003年9月5日   |
| ○    | 石川真                               | 5分3R終了 判定3-0                  | 修斗                                                                                      | 2003年5月4日   |
| ×    | 勝田哲夫                             | 5分3R終了 判定0-3                  | 修斗                                                                                      | 2003年3月18日  |
| ○    | 小松寛司                             | 5分2R終了 判定3-0                  | 修斗 【新人王トーナメント ライト級 決勝】                                                 | 2002年11月15日 |
| ○    | 亀田雅史                             | 1R 2:23 スリーパーホールド         | 修斗 TREASURE HUNT 03 【新人王トーナメント ライト級 準決勝】                              | 2002年7月27日  |
| ×    | 村山英慈                             | 5分2R終了 判定38-39                | ORG the 3rd                                                                               | 2002年6月16日  |
| ○    | 宮本直哉                             | 1R 2:12 スリーパーホールド         | 修斗 WANNA SHOOTO JAPAN 2002                                                              | 2002年4月21日  |
| ×    | 山本"KID"徳郁                        | 1R 4:02 TKO（パウンド）            | 修斗 SHOOTO TO THE TOP                                                                    | 2001年9月2日   |
| △    | 竹内幸司                             | 5分2R終了 判定0-1                  | 修斗 SHOOTO TO THE TOP                                                                    | 2001年3月2日   |
| ○    | 飛田拓人                             | 5分2R終了 判定3-0                  | 修斗 SHOOTO TO THE TOP                                                                    | 2001年1月19日  |
| ○    | 大内敬                               | 1R 4:10 スリーパーホールド         | 修斗 R.E.A.D. 〜2000 SHOOTO〜                                                             | 2000年11月12日 |

### グラップリング
| 勝敗 | 対戦相手         | 試合結果                   | 大会名                                                                  | 開催年月日     |
| ×    | 佐々幸範         | 7分終了 ポイント0-2        | Giグラップリング2006 【ライト級トーナメント 決勝】                      | 2006年10月9日  |
| ○    | 石川祐樹         | 0:23 チョークスリーパー    | Giグラップリング2006 【ライト級トーナメント 準決勝】                    | 2006年10月9日  |
| ○    | 植松直哉         | 3:47 チョークスリーパー    | Giグラップリング2006 【ライト級トーナメント 1回戦】                     | 2006年10月9日  |
| ○    | ダニエル・ロット | 2R 4:52 チョークスリーパー | CAND                                                                    | 2004年10月24日 |
| ○    | 小谷直之         | 2R 2:33 チョークスリーパー | The CONTENDERS 7 NEXT                                                   | 2002年7月7日   |
| ○    | 今成正和         | 5分2R終了 判定40-38        | The CONTENDERS X-RAGE vol.2                                             | 2002年3月10日  |
| ○    | 所英男           | 2R 3:29 チョークスリーパー | The CONTENDERS X-RAGE vol.1                                             | 2001年12月14日 |
| ×    | 矢野卓見         | 2R 1:48 ヘッドシザース     | The CONTENDERS 2000                                                     | 2000年7月1日   |
| ○    | 米澤迅三朗       | 5分2R終了 判定30-27        | The CONTENDERS 2                                                        | 1999年10月17日 |
| ○    | 河野竜也         | 1R 3:53 腕ひしぎ十字固め   | K-1 THE CHALLENGE '99 【フレッシュマンファイト / コンテンターズルール】 | 1999年3月22日  |

## 獲得タイトル
- 修斗ライト級新人王（2002年）
- 第7代修斗世界ライト級王座（2008年）